# Ardarik
Ardarik (latinsko Ardaricus) je bil kralj Gepidov, germanskega plemena tesno povezanega z Goti. Bil je "znan po svoji poštenosti in modrosti" in eden od najbolj zaupanja vrednih privržencev Atile Huna, ki ga je "cenil bolj kot vse druge poglavarje", * ni znano, † okoli 460.
Jordanes Ardarika omenja kot najbolj cenjenega Atilovega vazala v bitki na Katalunskih poljih leta 451:
"Tam je bil tudi slavni kralj Gepidov Ardarik  z brezštevilno vojsko in je zaradi svoje zvestobe Atili z njim delil svoje načrte. Kajti Atila je, primerjajoč jih v svoji modrosti, cenil njega in Valamirja, kralja Ostrogotov, bolj kot vse druge  poglavarje."
- Jordanes, Getica
Po Atilovi ini smrti leta 453 je Ardarik vodil upor proti Atilovim sinovom in jih razbil v bitki pri Nedavi, s čimer se je končala prevlada Hunov v vzhodni Evropi. Po Atilovi smrti se je na oblast povzpel njegov najstarejši sin Elak. S podporo očetovega  glavnega pribočnika  Onegesija je želel uveljaviti absolutno oblast, s kakršno je vladal Atila, medtem ko sta sinova  Dengizik in Ernak  zahtevala oblast nad manjšimi plemeni.
Leta 454 je Ardarik vodil svoje gepidske in ostrogotske sile proti Atilovemu sinu Elaku in njegovi hunski vojski. Bitka pri Nedavi je bila za Ardarika krvava, a se je končala z odločilno zmago in Elakovo smrtjo. Ardarikov takojšen dosežek je bila ustalitev njegovega ljudstva v Dakiji. Poraz Hunov je hkrati zmanjšal grožnjo hunske invazije na Vzhodno rimsko cesarstvo. Medtem ko je Zahodno Rimsko cesarstvo leta 476  propadlo, je Vzhodno Rimsko cesarstvo živelo še skoraj tisoč let. 

## Ime
Ime Ardaricus/Ardarik naj bi bilo polatinjenje germanskega *Hardu-reiks.</ref>Schütte 1933.</ref> Zgodovinskega gepidskega kralja z zadržki istovetijo s kraljem Heiðrekrom in germanskih legend.

## Smrt
Datum Ardarikove smrti ni znan. Gepidski kralj Mundo (Mundonus), ki je vladal na začetku 6. stoletja, je bil verjetno njegov vnuk.